# Molen Herinckhave
Molen van Herinckhave is een watermolen op het landgoed Herinckhave, nabij Fleringen in de gemeente Tubbergen. Het is een onderslagmolen die als korenmolen is ingericht. De oudst bekende vermelding van de molen dateert uit 1325. De molen die nu rest, was onderdeel van een dubbele molen. In 1642 zijn beide molengebouwen afgebrand. Van de oliemolen op de andere oever resteert alleen de fundering.
In 1875 is het maalbedrijf in de molen beëindigd en is de inrichting, op enkele onderdelen na, uit de molen verwijderd. Pas bij de restauratie in 1977 is de inrichting ontstaan zoals die zich nu in de molen bevindt.
In de molen bevindt zich een koppel maalstenen, dat door waterkracht wordt aangedreven. De molen van Herinckhave is eigendom van de Stichting Overijsselse Kastelen, die hem in de zomermaanden eenmaal per maand openstelt voor het publiek.